# Ansar al-Islam
Ansar al-Islam fi Kurdistan – sunnicka organizacja terrorystyczna, stworzona w 2001 r. przez Abu Abdallaha al-Shafi’iego w Kurdystanie irackim. Pierwotnie pod nazwą Dżund al-Islam (Żołnierze Islamu), w grudniu 2001 połączyła się z odłamem Ruchu Islamskiego pod dowództwem Kurda z norweskiej diaspory, mułły Krekara. 
Ugrupowanie działa na północy Iraku (w Kurdystanie irackim), głównie zamieszkanej przez Kurdów, w okolicach miast Tawela, Bijara i na terenach pogranicznych z Iranem. Departament Stanu USA utrzymuje, że członkowie Ansar al-Islam fi Kurdistan pomagają innym fundamentalistom sunnickim infiltrować terytoria irackie oraz utrzymują kontakt z Al-Ka’idą i Talibanem. Organizację oskarża się również o próby produkcji broni chemicznej.
Od utworzenia ugrupowanie zwalczało oddziały zbrojne Patriotycznej Unii Kurdystanu, której bastiony skupione były w rejonach Bijar i Tawela.
We wrześniu 2002 przedstawiciele organizacji Human Rights Watch wykryli wiele przypadków łamania praw człowieka na terenach, nad którymi utrzymywało kontrolę Ansar al-Islam. Obrońcy praw ludzkich informowali m.in. o samosądach, znęcaniu się nad cywilami, bezprawnych aresztowaniach, zabijaniu jeńców i o torturowaniu więźniów.
Według członków Patriotycznej Unii Kurdystanu Ansar al-Islam fi Kurdistan jest ściśle związane sojuszem z Al-Kaidą. Zwracają również uwagę na to, że owo ugrupowanie radykalnych islamistów złożone jest z byłych członków Talibanu jak i Arabów z wielu krajów. Większość z nich dotarło do Iraku przez granicę z Iranem. Wymieniano też inne dowody na powiązania Ansar al-Islam z Al-Kaidą, a mianowicie dokumenty zdobyte przez amerykański wywiad wojskowy w rezydencji wysokiego członka Bazy w Afganistanie, w których można było przeczytać o formowaniu „brygady irackich Kurdów”, a odbyło się to na krótko przed utworzeniem Ansar al-Islam.
W marcu 2003 władze Stanów Zjednoczonych wpisały Ansar al-Islam fi Kurdistan na oficjalną amerykańską listę międzynarodowych organizacji terrorystycznych. Liczebność tego ugrupowania szacowano wtedy na ok. 700–900 bojowników.
Organizacja ma też swoje komórki poza granicami Iraku. Na początku grudnia 2004 niemiecki wywiad zapobiegł próbie zamachu na ówczesnego prezydenta Iraku Ijada Alawiego, który miał spotkać się w Berlinie z kaclerzem Niemiec. Podejrzanych ujęto w Augsburgu, Berlinie i Stuttgarcie.